# بريندا هاتشينسون
بريندا هاتشينسون (بالإنجليزية: Brenda Hutchinson)‏ هي ملحنة أمريكية، ولدت في 15 يونيو 1954.

## وصلات خارجية
- بريندا هاتشينسون على موقع ميوزك برينز (الإنجليزية)
- بريندا هاتشينسون على موقع ديسكوغز (الإنجليزية)